# BFC Preussen
Pour les articles homonymes, voir BFC.
Maillots
Actualités
Le Berliner FC Preussen 1894 est un club allemand de football basé à Berlin.

## Anciens joueurs
- Gabriel Hanot